# Jukka Ikäläinen
Jukka Ikäläinen (ur. 14 maja 1957 w Söderhamn) – piłkarz fiński grający na pozycji pomocnika. W swojej karierze rozegrał 59 meczów w reprezentacji Finlandii i strzelił 4 gole.

## Kariera klubowa
Swoją karierę piłkarską Ikäläinen rozpoczął w klubie Kemin Pallo-Toverit. W 1976 roku awansował do kadry pierwszego zespołu i wtedy też zadebiutował w nim w drugiej lidze fińskiej. W klubie tym grał przez rok.
W 1977 roku Ikäläinen przeszedł do szwedzkiego drugoligowca, GIF Sundsvall. Występował w nim przez cztery sezony. W 1981 roku odszedł do pierwszoligowego Örgryte IS. W 1985 roku wywalczył z nim mistrzostwo Szwecji.
Jeszcze w 1985 roku Ikäläinen wrócił do Finlandii. W latach 1985–1987 grał w Kemin Pallotoverit. W latach 1988–1990 występował w szwedzkiej Kirunie FF, a w latach 1991–1993 był zawodnikiem Kemin Palloseura, w którym zakończył karierę.
W 1985 roku Ikäläinen został wybrany Piłkarzem Roku w Finlandii.
| Sezon | Klub                | Kraj      | Rozgrywki      | Mecze | Bramki |
| ----- | ------------------- | --------- | -------------- | ----- | ------ |
| 1976  | Kemin Pallo-Toverit | Finlandia | Ykkönen        | ?     | ?      |
| 1977  | GIF Sundsvall       | Szwecja   | Superettan     | 21    | 5      |
| 1978  | GIF Sundsvall       | Szwecja   | Superettan     | 24    | 4      |
| 1979  | GIF Sundsvall       | Szwecja   | Superettan     | 26    | 6      |
| 1980  | GIF Sundsvall       | Szwecja   | Superettan     | 26    | 0      |
| 1981  | Örgryte IS          | Szwecja   | Allsvenskan    | 24    | 8      |
| 1982  | Örgryte IS          | Szwecja   | Allsvenskan    | 22    | 1      |
| 1983  | Örgryte IS          | Szwecja   | Allsvenskan    | 22    | 2      |
| 1984  | Örgryte IS          | Szwecja   | Allsvenskan    | 11    | 1      |
| 1985  | Örgryte IS          | Szwecja   | Allsvenskan    | 2     | 0      |
| 1985  | Kemin Pallo-Toverit | Finlandia | Mestaruussarja | 25    | 3      |
| 1986  | Kemin Pallo-Toverit | Finlandia | Mestaruussarja | 21    | 1      |
| 1987  | Kemin Pallo-Toverit | Finlandia | Mestaruussarja | 22    | 1      |
| 1988  | Kiruna FF           | Szwecja   | Division 2     | 22    | 7      |
| 1989  | Kiruna FF           | Szwecja   | Superettan     | 26    | 1      |
| 1990  | Kiruna FF           | Szwecja   | Superettan     | 21    | 1      |
| 1991  | Kemin Palloseura    | Finlandia | Ykkönen        | 8     | 1      |
| 1992  | Kemin Palloseura    | Finlandia | Ykkönen        | 21    | 2      |
| 1993  | Kemin Palloseura    | Finlandia | Ykkönen        | 19    | 1      |

## Kariera reprezentacyjna
W reprezentacji Finlandii Ikäläinen zadebiutował 30 listopada 1980 roku w przegranym 0:3 towarzyskim meczu z Boliwią, rozegranym w La Paz. W swojej karierze grał też w: eliminacji do MŚ 1982, Euro 84, MŚ 1986, Euro 88 i MŚ 1990. Od 1980 do 1989 roku rozegrał w kadrze narodowej 59 meczów istrzelił w nich 4 gole.

## Kariera trenerska
Po zakończeniu kariery Ikäläinen został trenerem. Prowadził: reprezentację Finlandii, reprezentację Finlandii U-21, Vaasan Palloseura, Palloseura Kemi Kings, Örgryte IS, Rovaniemen Palloseura i ponownie Palloseura Kemi Kings.